# Gangliozid
Gangliozid je molekul koji se sastoji od glikosfingolipida (keramida i oligosaharida) sa jednim ili više molekula sijalinske kiseline (npr. N-acetilneuraminska kiselina, NANA) vezana za šećerni lanac. 60+ poznatih gangliozida se uglavnom razlikuje po poziciji i broju NANA ostataka.

## Funkcija
Gangliozidi, glikosfingolipidi, and glikoproteini su komponente ćelijske membrane koji modulišu prenos ćelijskih signala. Oni se koncentruju u lipidnim splavovima. Nedavno je utvrđeno da imaju značajnu ulogu u imunologiji. Oni daju ćelijama prepoznatljive površinske markere koji omogućavaju ćelijsko prepoznavanje i međućelijsku komukaciju. Strukture slične ABO krvnoj grupi antigena na površini ljudskih ćelija mogu da budu oligosaharidne komponente glikosfingolipida.
Prirodni i semisintetički gangliozidi se smatraju mogućim lekovima za neurodegenerativna oboljenja.

## Literatura
1. ↑  Donald Voet; Judith G. Voet (2005). Biochemistry (3 изд.). Wiley. ISBN 9780471193500.
2. ↑  Mocchetti I (2005). „Exogenous gangliosides, neuronal plasticity and repair, and the neurotrophins”. Cell Mol Life Sci. 62 (19-20): 2283—94. PMID 16158191. doi:10.1007/s00018-005-5188-y.

## Spoljašnje veze
- Gangliosides на 
- Pregled gangliozida
- Pregled gangliozida na